# Los invasores (historieta)
Los invasores es una historieta del dibujante de cómics español Francisco Ibáñez perteneciente a la serie Mortadelo y Filemón.   

## Sinopsis
Los extraterrestres, en concreto La Unión de planetas camorristas catalépticos (UPCC), quiere invadir la Tierra.
Mortadelo y Filemón se pondrán a las órdenes del Profesor Von Iatum del C.I.O. (Centro Interceptor de Ovnis) y deberán acabar con los extraterrestres.

## Alusiones
El título de la historieta hace referencia a la serie de televisión Los invasores, en la que también aparecían extraterrestres malévolos. En la página 2, en la viñeta 5, aparece caricaturizado el detective Frank Cannon, de la serie de televisión Cannon (1971).